# Tívoli
Pour les articles homonymes, voir Tivoli.
Pour plus de détails, voir Fiche technique et Distribution.
Tívoli est un film mexicain d'Alberto Isaac sorti le 26 juin 1975. C'est l'un des films les plus populaires du réalisateur.

## Synopsis
Le propriétaire du Théâtre Tívoli (es), Jesús Quijano « Quijanito », et les acteurs de sa troupe, font face à un système gouvernemental qui a décidé de démolir ce théâtre. Ils s'opposent à une bureaucratie qui ne répond pas à leurs demandes, et s'appuient sur l'aide d'un escroc (El Cacomixtle), qui finira par travailler contre eux. Leurs efforts infructueux n'éviteront pas la démolition du bâtiment.

## Fiche technique
- Réalisation : Alberto Isaac
- Scénario : Alberto Isaac, Alfonso Arau
- Genre : Comédie dramatique
- Assist. Réalisation : Mario Llorca
- Production : STPC, CONACINE, Fidel Pizarro
- Photographie : Jorge Stahl Jr.
- Format : Eastmancolor
- Musique : Rubén Fuentes, Eduardo Magallanés
- Montage : Rafael Ceballos
- Durée : 127 minutes
- Direction artistique : José Rodríguez Granada
- Décor : Raúl Serrano
- Son : Javier Mateos
- Montage sonore : Sigfrido García
- Dates de sortie : 
  - Mexique : 26 juin 1975
  - France 10 mars 1976[2]
- Pays de production :  Mexique
- Lieux de tournage : Chapultepec, Mexico (Mexique)

## Distribution
- Alfonso Arau : Tiliches
- Pancho Córdova : Jesús Quijano « Quijanito »
- Lyn May : Eva Candela
- Carmen Salinas : Chapas
- Mario García : Harapos
- Héctor Ortega : Lic. Félix Pantoja « El Cacomixtle »
- Dorotea Guerra : Lilí
- Ernesto Gómez Cruz : Reginaldo T.
- Dámaso Pérez Prado : lui-même
- The Dolly Sisters : eux-mêmes
- Don Facundo : lui-même
- Gina Morett : Mimí Manila
- Consuelo Quezada et Margarita Alfaro : nains
- Zuzy D' Tornell : Naná
- Alfredo Soto : Le Diable
- Germán Funes : homosexuel
- Francisco Muller : Bulmaro
- José Luis Aguirre "Trotsky" : Wakiki emcee
- Juan José Martínez Casado : Pueyo
- Roberto Corel : Tarragón
- Gerardo Zepeda : El Criaturón
- Dai Won Moon : Chi
- Xavier Fuentes : metteur en scène
- Mario Zebadua "Colocho" : homme aveugle
- Carolina Barret : Mme Quijano
- Alberto Mariscal : maire de Mexico
- Paloma Zozaya : showgirl
- Armando Pascual : Lupe
- Manuel Alvarado : chef d'orchestre
- Federico González : agent de la circulation
- Juan Garza : garde du corps
- Elsa Benn
- Chino Ibarra : joueur de trompette
- Paco Sañudo : artiste
- Nathanael León "Frankestein" : Sobera
- Alfredo Gutiérrez : homme avec Reginaldo
- Claudio Isaac : cadreur TV
- León Michel : réalisateur TV
- Miguel Ángel Ferriz III
- Inés Murillo : doña Ingracia
- Ramiro Orci : agent de police
- Armando Duarte
- Miguel Inclán Jr.
- Carlos Gómez
- Lupita Perullero
- Héctor Kiev
- Rubén Calderón